# Hammer-Luch bei Löben
Das Hammer Luch bei Löben ist ein flächenhaftes Naturdenkmal im Ortsteil Löben der Stadt Annaburg im Landkreis Wittenberg. Seine Fläche beträgt etwa 2,2 Hektar. Es wurde bereits 1965 vom damaligen Rat des Kreises Jessen mit dem Beschluss 95/65 als flächenhaftes Naturdenkmal unter dem Namen Gelbes Loch ausgewiesen und ist Teil des FFH – Gebietes Nummer 74 – Gewässersystem Annaburger Heide südöstlich Jessen.

## Schutzzweck
Der Schutzzweck nach §28 BNatSchG begründet sich aus dem Erhalt und der Sicherung eines naturnahen Gewässers mit einer weitläufigen Verlandungszone, welches in der Landschaftseinheit Annaburger Heide – Schwarze Elster Tal eher selten anzutreffen ist.

## Beschreibung
Wesentliche Bestandteile des Naturdenkmals sind ein verlandendes Altwasser der Schwarzen Elster sowie eine offene Wasserfläche als Teil der Auenentwässerung.

### Fauna
Das Gebiet bietet ideale Lebensbedingungen für den Elbebiber. Des Weiteren sind Amphibien wie der Moorfrosch, Erdkröte sowie der Kammmolch heimisch. Die Ringelnatter wird hier häufig beobachtet. Das Gebiet dient dem Teichhuhn, dem Teichrohrsänger und dem Sumpfrohrsänger als Brutstätte.

### Flora
Im Verlandungsbereich finden sich Stieleichen, Schwarzerlen und auch Flatter Ulmen. Der Bodenbewuchs setzt sich meist aus Gräsern wie Rasenschmiele und Riesen-Schwingel sowie dem Landreitgras und Gewöhnlichem Knäuelgras zusammen.
Als erwähnenswerte, und nach der Roten Liste des Landes Sachsen-Anhalt gefährdete Pflanzen sind hier der Nickende Zweizahn, die Scheinzypergras-Segge, die Krebsschere, das Sumpfblutauge, die Sumpf Calla und der Fieberklee hervorzuheben.

## Sonstiges
Vor der Regulierung der Schwarzen Elster war das heutige Hammer Luch Teil des Flusssystems. Bis ins 19. Jahrhundert war es auch Standort einer Wassermühle. Dass sich der Name aus einem hier ehemals betriebenen Eisenhammer ableitet wird vermutet. Neben den in dieser Gegend vorhandenen Raseneisensteinen finden sich hier regelmäßig auch Schlackereste, eine eindeutige schriftliche Erwähnung für die Verhüttung von Eisenerz an diesem Ort fehlt jedoch bisher.